# فومیئه

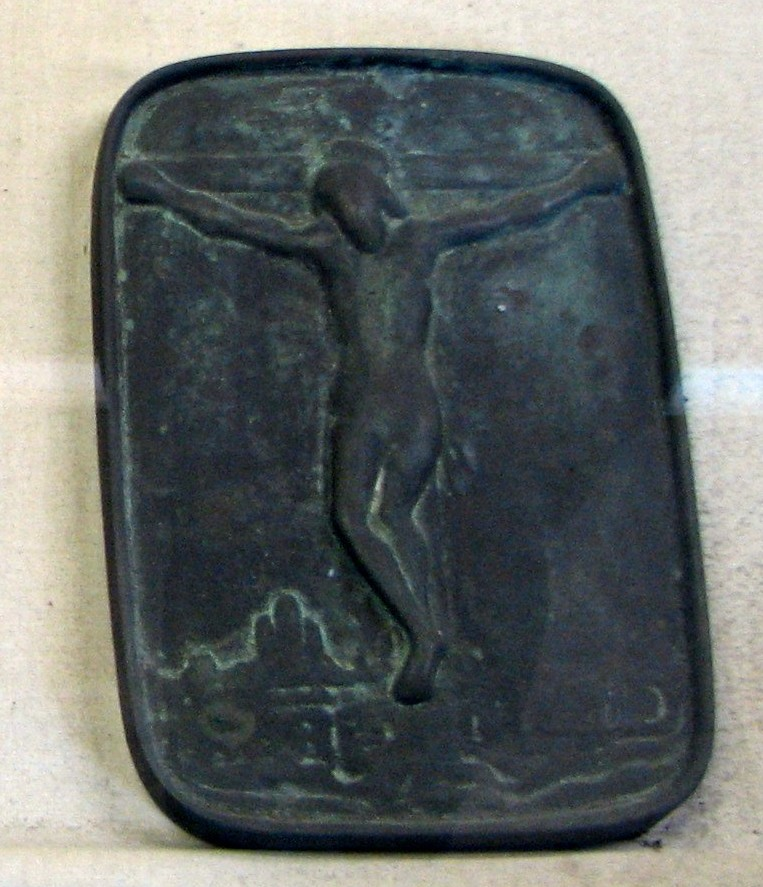
تصویر مسیح برای قرار بر زیر پا جهت پیدا کردن کاتولیک‌ها و هواداران

فومیئه (به ژاپنی: 踏み絵 Fumi-e) یک تصویر شبیه به عیسی یا مریم بود که مقامات شوگونسالاری توکوگاوا از آن برای پیدا کردن مسیحیان در ژاپن استفاده می‌کردند. نحوهٔ بکار بردن فومیئه بدین صورت بود که مقامات از کسانی که مشکوک به مسیحی (کیریشیتان) می‌خواستند بر روی این تصویر بایستند تا بدین ترتیب ثابت شود که آنها از اعضای این دین غیرقانونی شده نیستند. استفاده از فومیئه همزمان با آزار و اذیت مسیحیان در ناگاساکی در ۱۶۲۹ آغاز شد.